# Polygala stenoclada
Polygala stenoclada är en jungfrulinsväxtart som beskrevs av George Bentham. Polygala stenoclada ingår i släktet jungfrulinssläktet, och familjen jungfrulinsväxter. Inga underarter finns listade i Catalogue of Life.